# Kananaskis Country

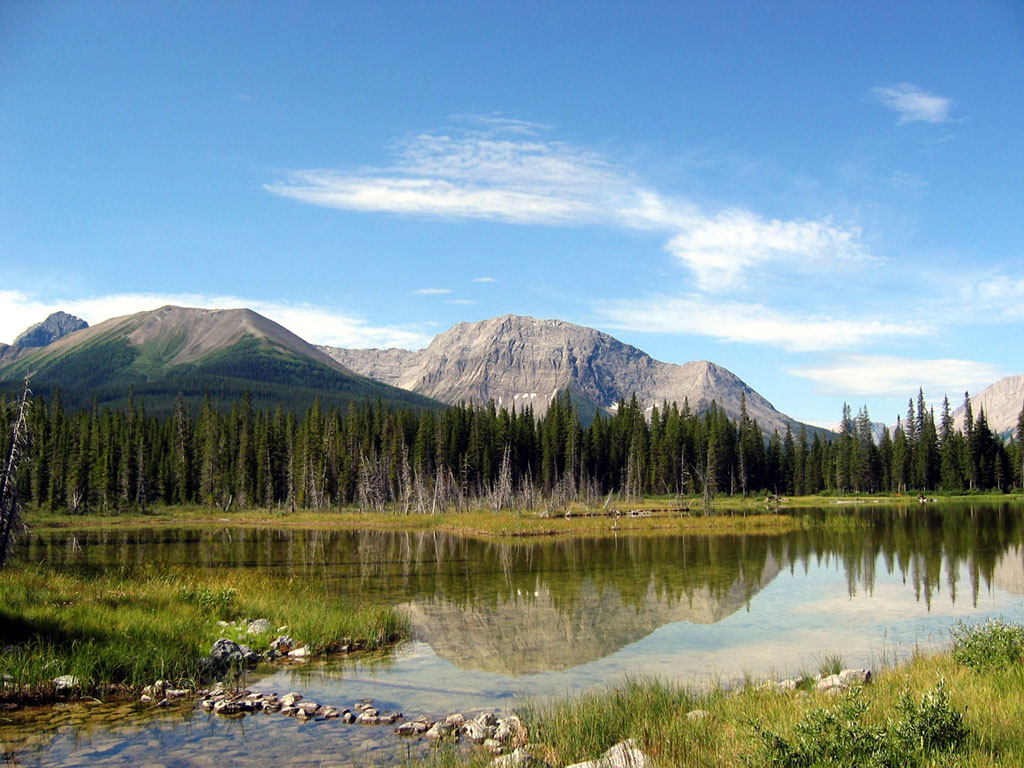
Parque Provincial Peter Lougheed

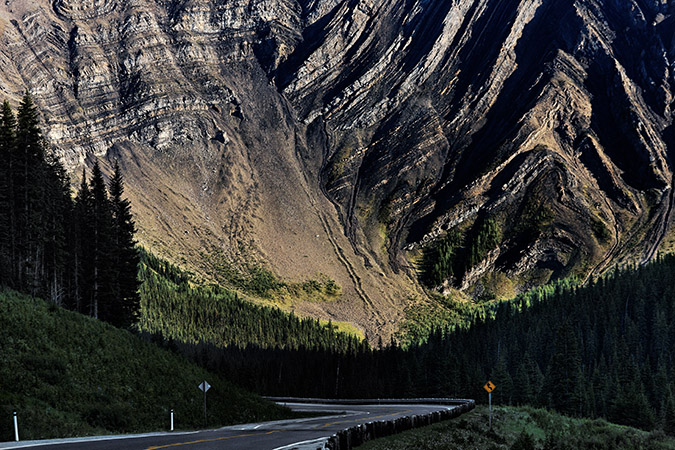
Carretera 40 en el valle de Kananaskis, Alberta

Kananaskis Country es un sistema de parques situado al oeste de Calgary, Alberta, Canadá, en las estribaciones y en la cordillera de las Montañas Rocosas canadienses. El área lleva el nombre del río Kananaskis, que fue nombrado por John Palliser en 1858 en honor a un conocido cree.

## Acceso
Se puede acceder a Kananaskis Country  por cuatro carreteras principales que atraviesan o entran en la zona: La autopista 40, un segmento de 66 km de la Bighorn Highway, también conocida como Kananaskis Trail; la autopista 66, una carretera de 28 km que se origina cerca de Bragg Creek y se conoce como Elbow Falls Trail; la autopista 68, una carretera de 42 km que se origina en la Carretera transcanadiense  (carretera 1) y se conoce como Sibbald Creek Trail; y la autopista 546, al oeste del Turner Valley. 

## Ocio y turismo

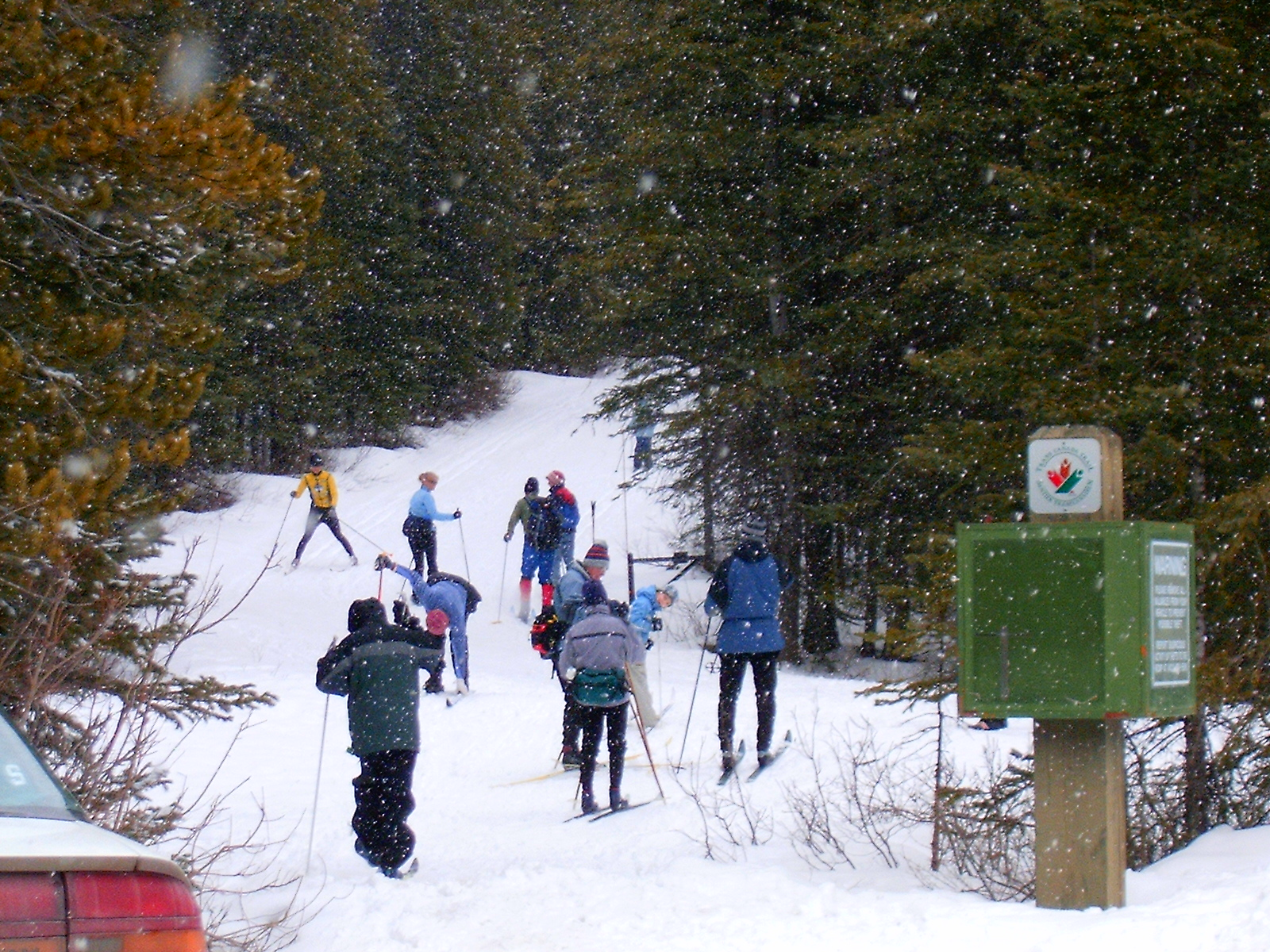
Esquí de fondo en Kananaskis

Kananaskis Country destaca por el ocio y el turismo. Las instalaciones recreativas en Kananaskis incluyen varios campamentos, un campo de golf, un hotel, un rancho de vacaciones, dos áreas de esquí alpino ( Nakiska, que albergó esquí alpino y esquí de estilo libre durante los Juegos Olímpicos de Invierno de 1988 y Fortress Mountain Resort y un área de esquí de fondo competitivo, el Canmore Nordic Center ) abierto al público. El Centro Nórdico de Canmore fue sede de eventos de esquí de fondo durante los Juegos Olímpicos de Invierno de 1988 . La mayor parte de las instalaciones se encuentran dentro del Parque Provincial Peter Lougheed y a lo largo del corredor de la autopista 40 que es paralelo al río Kananaskis. Kananaskis tiene muchos kilómetros de senderismo, esquí de fondo y senderos para caballos . Otras actividades populares en Kananaskis incluyen ciclismo de montaña, escalada, excursionismo, caza y pesca. 

### Parques

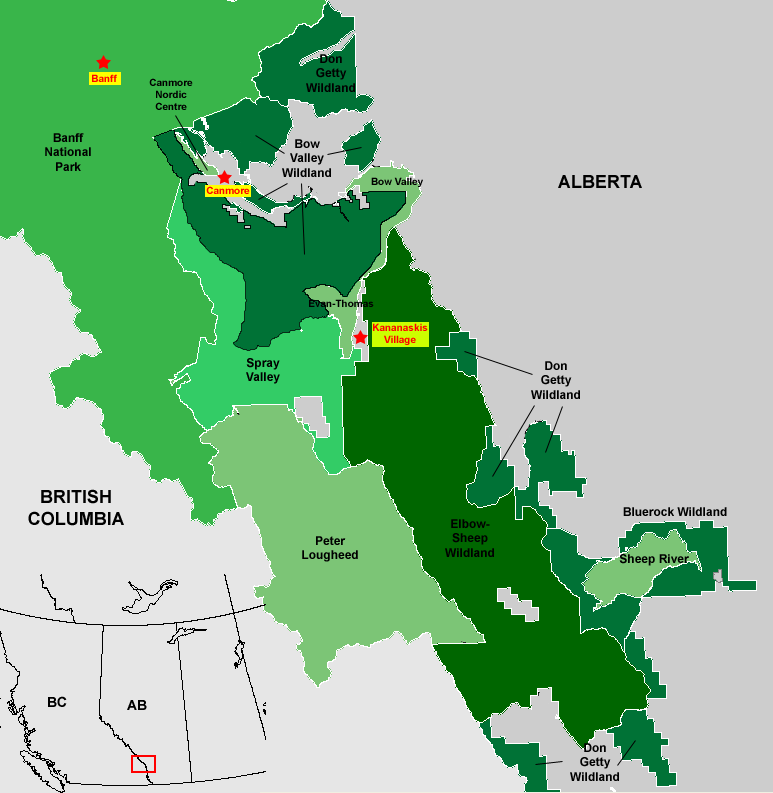
Extensión y ubicaciones de los parques en Kananaskis Country

Varios parques y campings y una reserva ecológica se encuentran dentro de Kananaskis. Éstos incluyen: 
- Parque Provincial Bluerock Wildland
- Parque Provincial Bow Valley
- Parque Provincial Bow Valley Wildland
- Parque Provincial Bragg Creek
- Parque Provincial Canmore Nordic Center
- Parque Provincial Don Getty Wildland
- Parque Provincial Wildland Elbow-Sheep
- Parque Provincial Peter Lougheed
- Reserva ecológica de la meseta
- Parque Provincial Sheep River
- Parque Provincial Spray Valley

Las áreas especiales dentro de Kananaskis Country que no están designadas formalmente como parques o reservas ecológicas incluyen el área del Corredor Bow, el área del valle del río Elbow, el área de ocio provincial Evan-Thomas, las áreas de Highwood/Cataract, el área de ocio provincial de Sentinel, el área de ocio provincial de Stoney Creek, El área de ocio provincial Strawberry  y el área de Sibbald (Área de ocio provincial del lago Sibbald, área de ocio provincial del estanque Sibbald Meadows). 

## Administración
A nivel provincial, Kananaskis Country ha sido administrado desde 1945 como el Distrito de Mejoramiento No. 5 (Kananaskis) .  Fue establecido por la rama de Asuntos Municipales del Gobierno de Alberta para múltiples usos, incluyendo la extracción de madera, extracción de gas y petróleo, pastoreo de ganado, ocio y turismo. Todas las actividades están planificadas y las instalaciones se desarrollan con la protección de las cuencas hidrográficas como una prioridad. 
No todas las áreas de Kananaskis Country están cubiertas por la misma medida de protección. Las áreas dentro de Kananaskis Country incluyen parques provinciales, áreas de ocio provinciales, parques provinciales silvestres, reservas ecológicas y tierras de la Corona. Todas las categorías mencionadas se rigen por leyes diferentes. 
Un plan de ordenación aprobado en marzo de 2003 por Kananaskis Country restringe el desarrollo ulterior en la zona del Parque Provincial del Valle del Río Spray, a fin de preservar la integridad ecológica. Se impusieron restricciones a los vehículos todoterreno, las motos de nieve, los paseos a caballo y la bicicleta, sin embargo se está considerando un sitio en el Valle del Río Spray para la construcción de un pequeño albergue.

## Instalaciones especiales
Una estación de investigación ecológica y ambiental de la Universidad de Calgary se encuentra cerca, en Barrier Lake . Un campamento de verano "Tim Horton Children's Foundation" también se encuentra en el área. Easter Seals Camp Horizon se encuentra dentro de Kananaskis a lo largo de la autopista 66. William Watson Lodge, un centro para personas con discapacidades, personas mayores y sus familias, se encuentra en el Parque Provincial Peter Lougheed. 

## 28ª Cumbre del G8 en Canadá
Los días 26 y 27 de junio de 2002, el área fue sede de la 28ª Cumbre del G8 . Esta Cumbre anual del "Grupo de 8" se celebró en Kananaskis Village en el Kananaskis Resort (también llamado "Delta Lodge at Kananaskis").  Esta fue la segunda vez que Canadá utilizó un lugar de alojamiento para la Cumbre del G8, después de su séptima Cumbre inaugural del G7 en Montebello, Quebec en 1981. Hasta ahora, es la única Cumbre del G8 que se ha  celebrado en el oeste de Canadá . La conferencia de 2002 inyectó unos $ 300 millones en la economía de Kananaskis y Alberta; sin embargo, la seguridad les costó a los contribuyentes más de $ 200 millones.  

## Clima
Kananaskis tiene un clima subártico ( clasificación climática de Köppen Dfc ). 
| Parámetros climáticos promedio de Kananaskis | Parámetros climáticos promedio de Kananaskis | Parámetros climáticos promedio de Kananaskis | Parámetros climáticos promedio de Kananaskis | Parámetros climáticos promedio de Kananaskis | Parámetros climáticos promedio de Kananaskis | Parámetros climáticos promedio de Kananaskis | Parámetros climáticos promedio de Kananaskis | Parámetros climáticos promedio de Kananaskis | Parámetros climáticos promedio de Kananaskis | Parámetros climáticos promedio de Kananaskis | Parámetros climáticos promedio de Kananaskis | Parámetros climáticos promedio de Kananaskis | Parámetros climáticos promedio de Kananaskis |
| Mes                                          | Ene.                                         | Feb.                                         | Mar.                                         | Abr.                                         | May.                                         | Jun.                                         | Jul.                                         | Ago.                                         | Sep.                                         | Oct.                                         | Nov.                                         | Dic.                                         | Anual                                        |
| -------------------------------------------- | -------------------------------------------- | -------------------------------------------- | -------------------------------------------- | -------------------------------------------- | -------------------------------------------- | -------------------------------------------- | -------------------------------------------- | -------------------------------------------- | -------------------------------------------- | -------------------------------------------- | -------------------------------------------- | -------------------------------------------- | -------------------------------------------- |
| Temp. máx. abs. (°C)                         | 19                                           | 18                                           | 19                                           | 26.1                                         | 29.5                                         | 31.1                                         | 33.9                                         | 33.3                                         | 31                                           | 27.2                                         | 19.5                                         | 16.1                                         | 33.9                                         |
| Temp. máx. media (°C)                        | -1.8                                         | 0.7                                          | 4.2                                          | 9.4                                          | 14.1                                         | 18.2                                         | 21.5                                         | 21.1                                         | 16.5                                         | 10.8                                         | 2.5                                          | -1.4                                         | 9.6                                          |
| Temp. media (°C)                             | -7.5                                         | -5.1                                         | -1.7                                         | 3.1                                          | 7.6                                          | 11.4                                         | 14.1                                         | 13.6                                         | 9.4                                          | 4.8                                          | -2.5                                         | -6.7                                         | 3.4                                          |
| Temp. mín. media (°C)                        | -13.2                                        | -10.9                                        | -7.7                                         | -3.2                                         | 1                                            | 4.5                                          | 6.6                                          | 6.1                                          | 2.3                                          | -1.2                                         | -7.6                                         | -11.9                                        | -2.9                                         |
| Temp. mín. abs. (°C)                         | -45.6                                        | -43.5                                        | -40.6                                        | -31.1                                        | -21.7                                        | -8.3                                         | -2.5                                         | -4                                           | -14                                          | -29                                          | -37                                          | -42.2                                        | -45.6                                        |
| Precipitación total (mm)                     | 28.6                                         | 26.6                                         | 46.5                                         | 52.6                                         | 91.6                                         | 89.7                                         | 68.9                                         | 72.7                                         | 67.4                                         | 36                                           | 28.4                                         | 29                                           | 637.8                                        |
| Fuente: Environment Canada                   |                                              |                                              |                                              |                                              |                                              |                                              |                                              |                                              |                                              |                                              |                                              |                                              |                                              |

## Galería de fotos

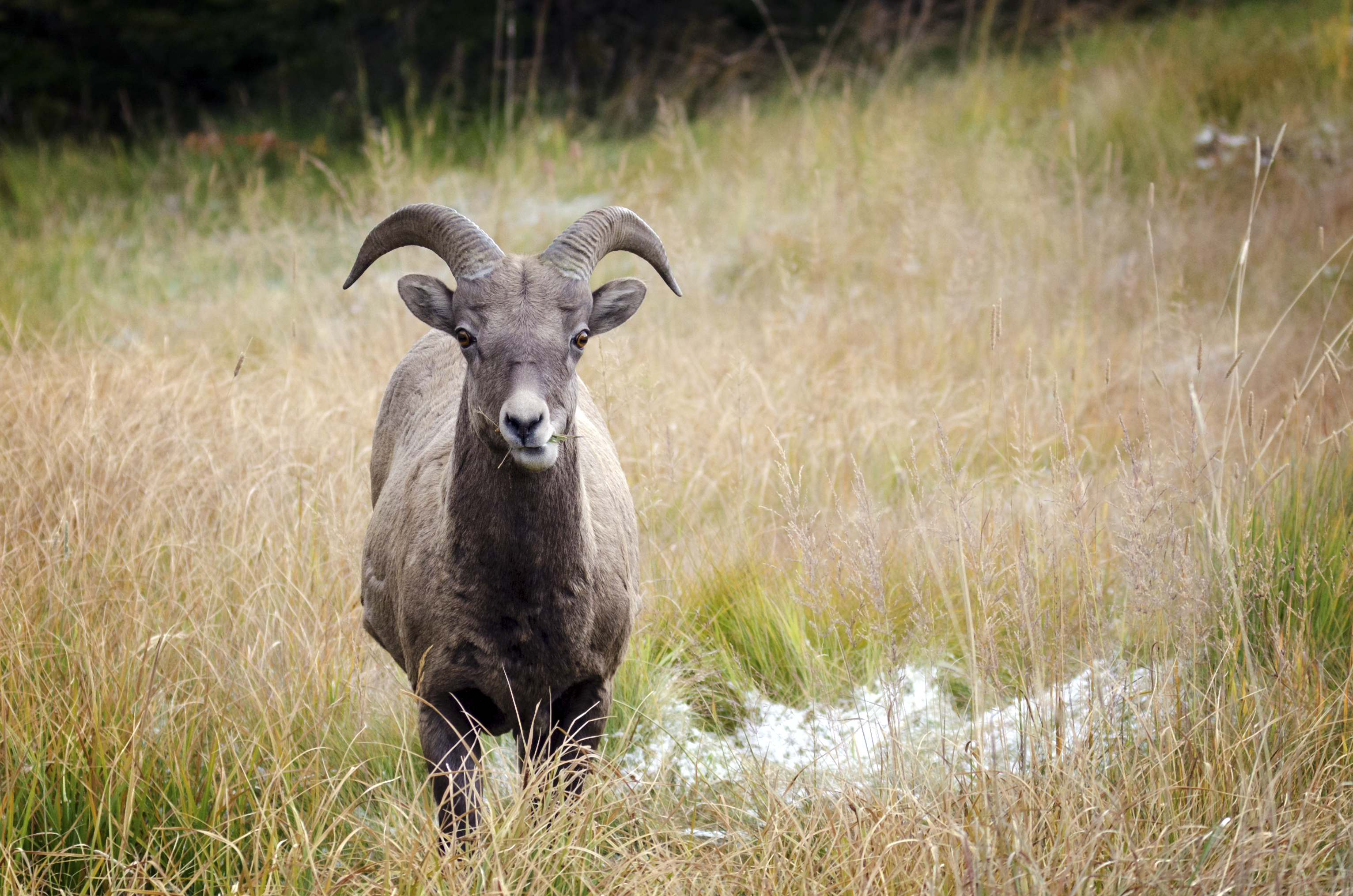
El borrego cimarrón en Kananaskis
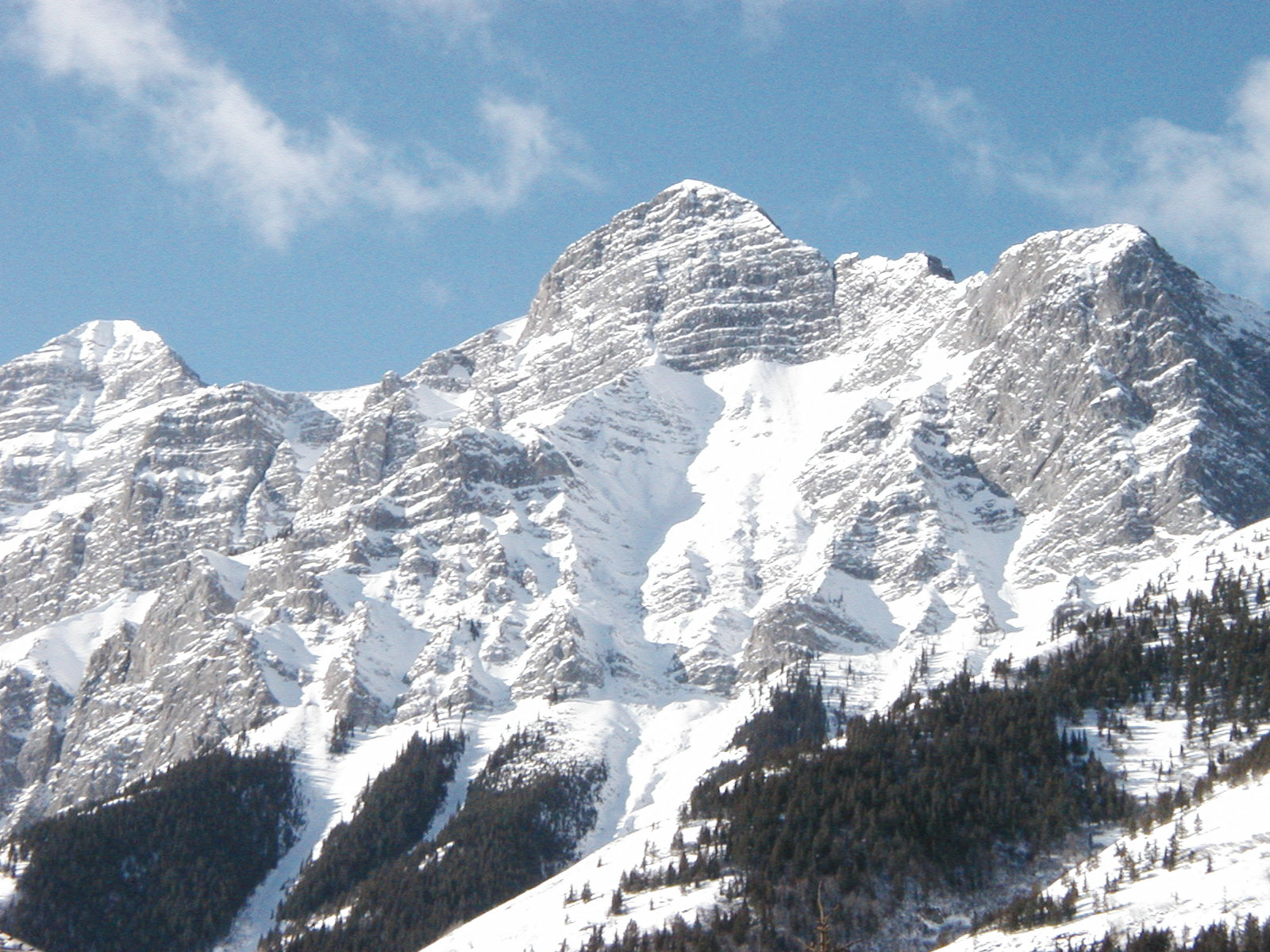
Vista desde Kananaskis Village del Mount Kidd
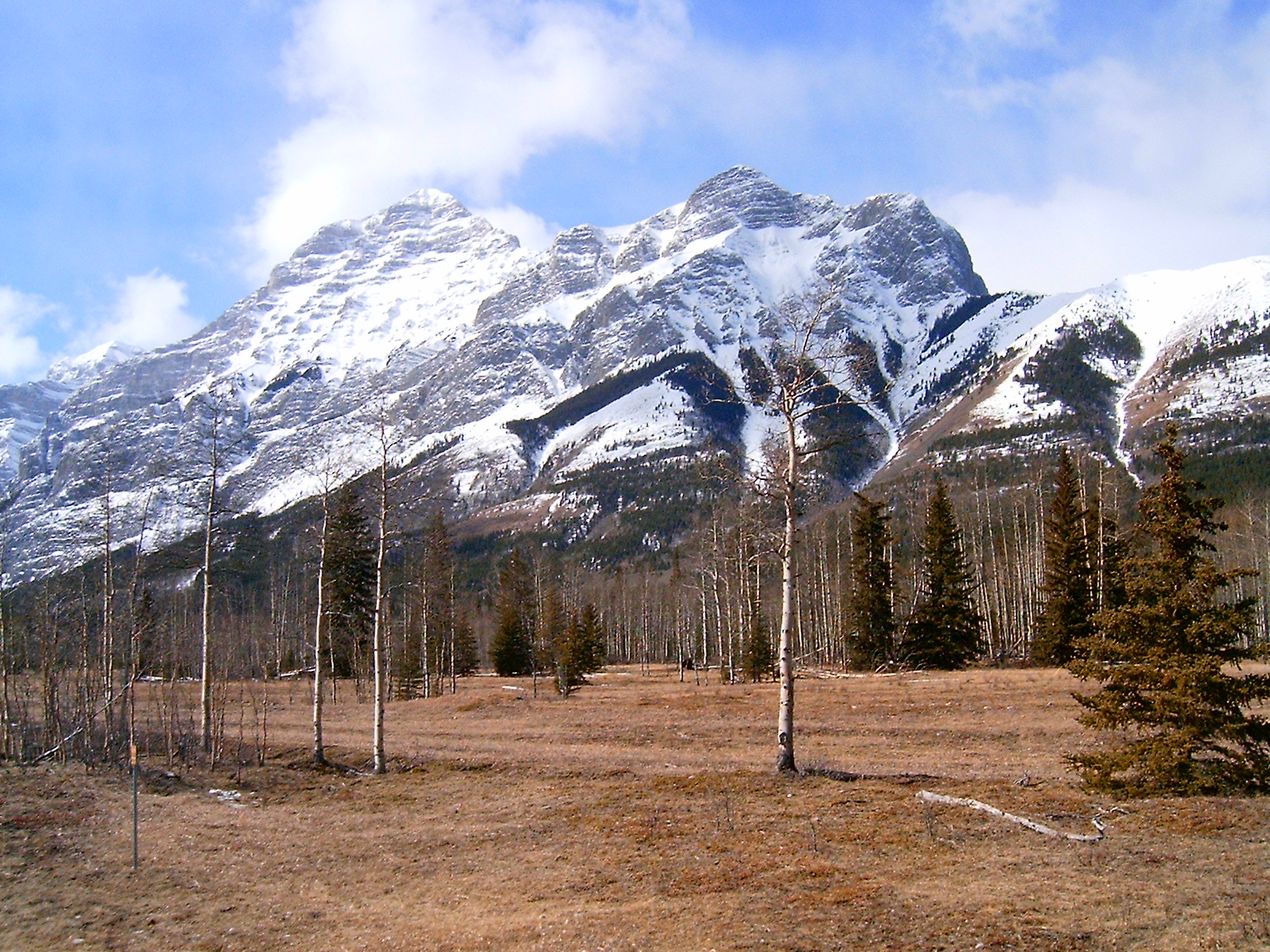
Kananaskis Country
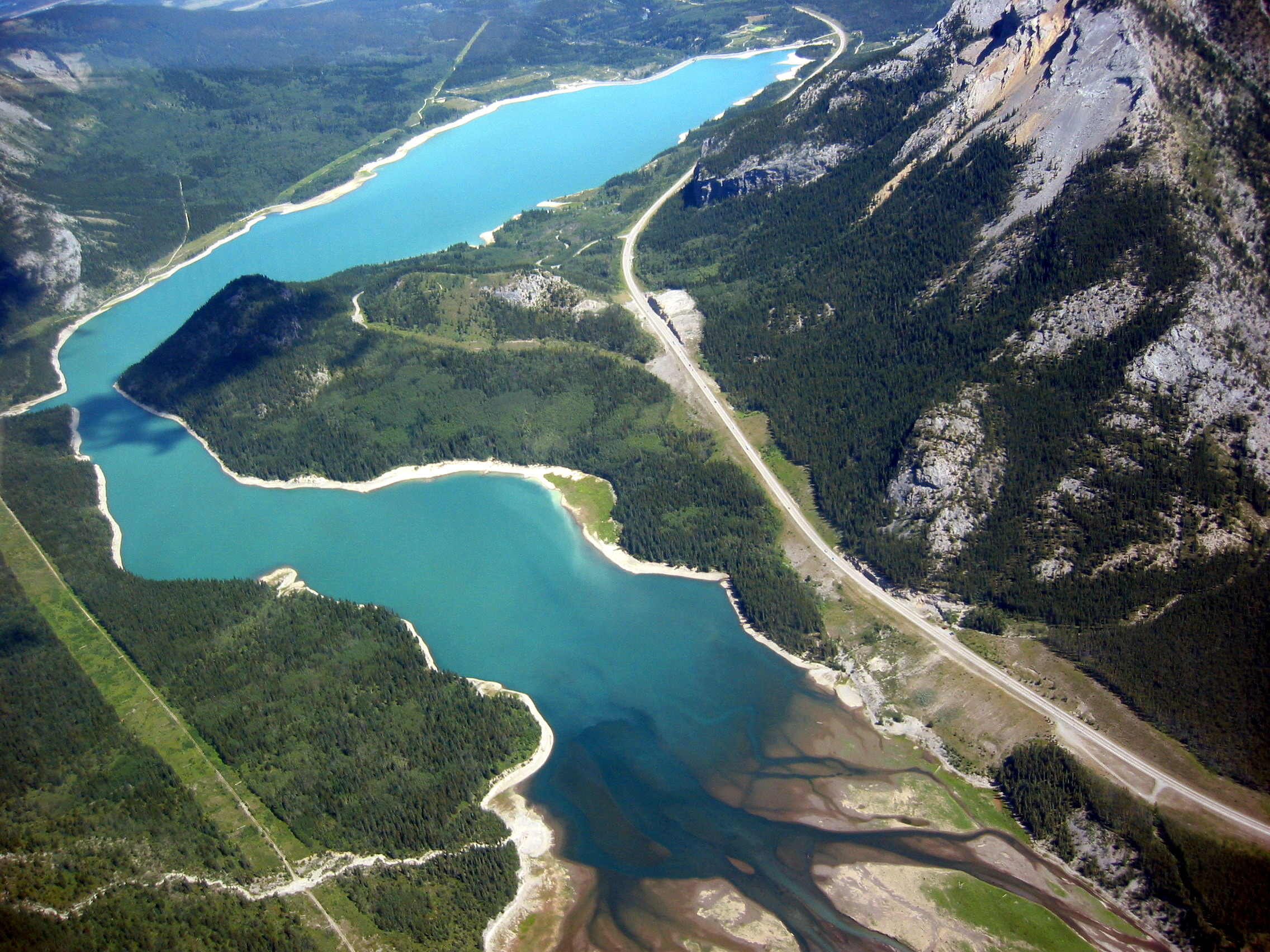
Lago Barrera
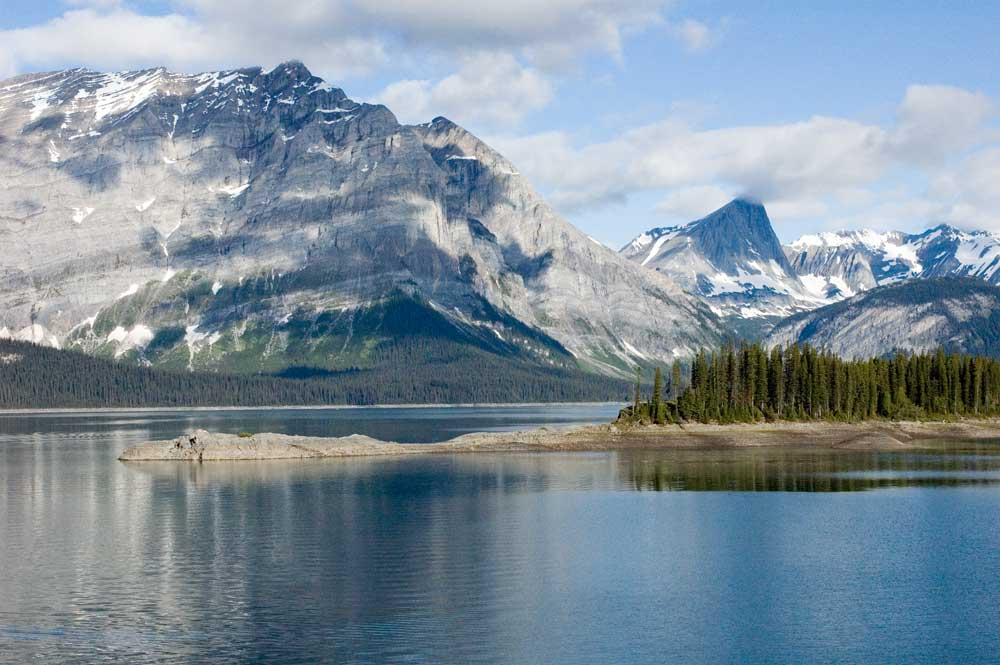
Lago Kananaskis superior en el parque provincial Peter Lougheed
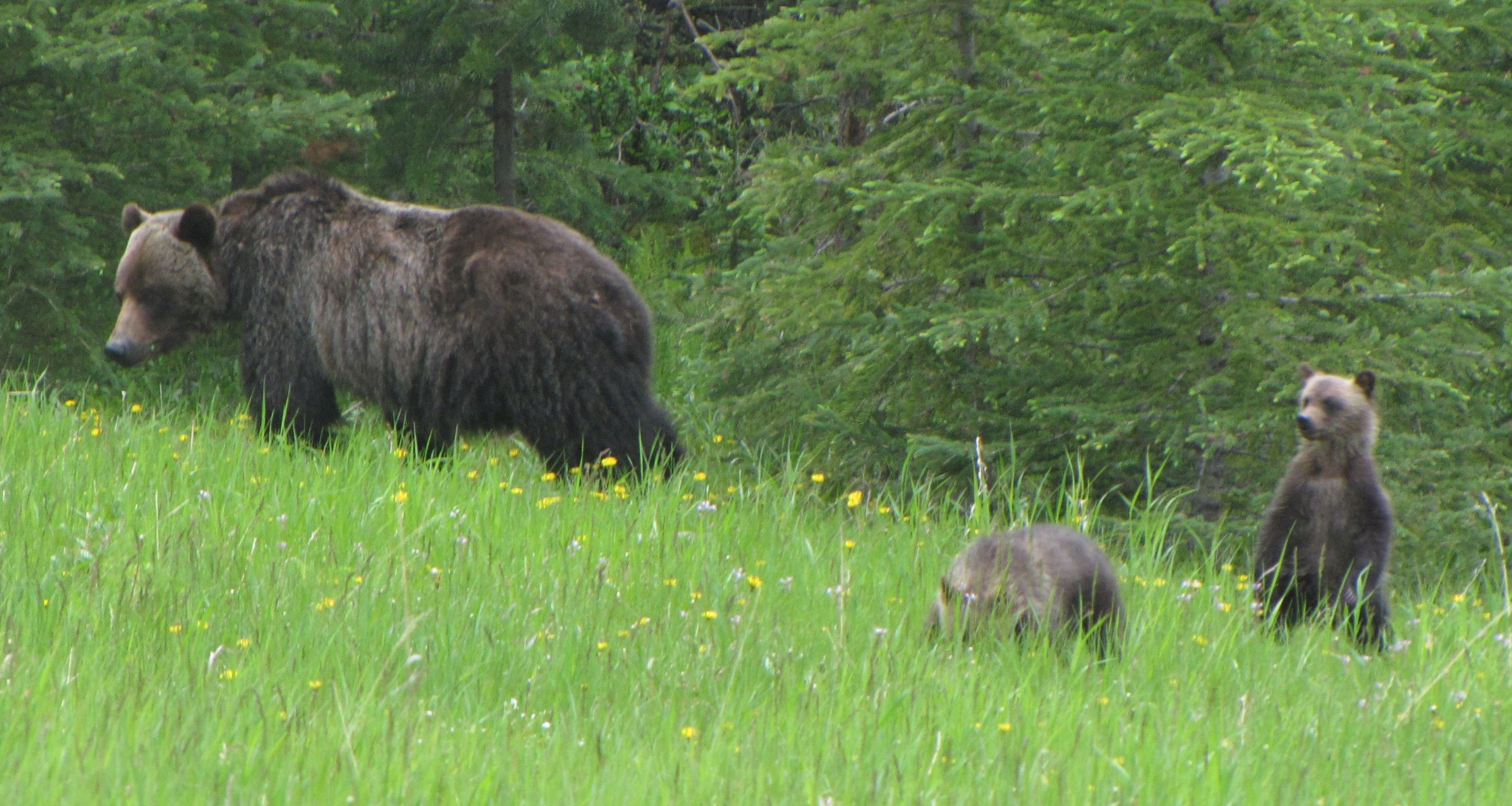
Oso Grizzly y dos cachorros en Kananaskis Country.